# Bulbophyllum ambatoavense
Bulbophyllum ambatoavense là một loài phong lan thuộc chi Bulbophyllum.